# PC Building Simulator 2
PC Building Simulator 2 est un jeu vidéo de simulation et de stratégie développé par Spiral House et édité par Epic Games Publishing. C'est la suite de PC Building Simulator. Le jeu est sorti le 12 octobre 2022 pour Microsoft Windows. Il comprend des pièces réelles d'un vaste éventail de marques spécialisées qui ont approuvé le jeu, telles qu'AMD, Intel et Nvidia.

## Système de jeu
Comme le premier jeu, le jeu se concentre sur la possession et la gestion d'un atelier qui construit et entretient des PC, principalement orientés jeux. La suite étend le jeu original en ajoutant de nouvelles fonctionnalités aux deux modes de jeu principaux : Carrière et Free Build. PC Building Simulator 2 ajoute de nouvelles fonctionnalités telles qu'installer des applications sans redémarrer le PC sur lequel il travaille, et une personnalisation plus approfondie du PC. La plupart des applications apparues sur le jeu précédent sont actualisées et les visuels généraux du jeu sont mis à jour.
En mode carrière, le joueur a déménagé dans la boutique PC de son oncle Tim au Royaume-Uni après un incendie. Semblable au jeu précédent, le joueur commencera par quelques tâches faciles, y compris l'exécution d'une analyse antivirus pour le premier client, et au fur et à mesure de sa progression dans le jeu, de nouveaux outils et tâches plus avancées seront disponibles pour lui.

## Développement
La bande-annonce de PC Building Simulator 2 est sortie le 9 mars 2022. Une version bêta ouverte du jeu était disponible du 11 juin 2022 au 20 juin 2022. Epic Games Publishing a indiqué publier le jeu via l'Epic Games Store en octobre 2022. 